# Edinburgh (Indiana)
Edinburgh – miasto w Stanach Zjednoczonych, w stanie Indiana, w hrabstwie Bartholomew.